# Бловак
Бловак (фр. Blauvac) насеље је и општина у Француској у региону Прованса-Алпи-Азурна обала, у департману Воклиз која припада префектури Карпантрас.
По подацима из 2011. године у општини је живело 462 становника, а густина насељености је износила 22,21 становника/km². Општина се простире на површини од 20,8 km². Налази се на средњој надморској висини од 420 метара (максималној 831 m, а минималној 224 m).

## Демографија
| 1962. | 1968. | 1975. | 1982. | 1990. | 1999. | 2011. |
| ----- | ----- | ----- | ----- | ----- | ----- | ----- |
| 198   | 198   | 215   | 228   | 274   | 337   | 462   |

График промене броја становника у току последњих година